# Гронингенский музей
Гронингенский музей — художественный музей в городе Гронинген на севере Нидерландов.
Возможно не столь известный как Рейксмузеум в Амстердаме, Гронингенский музей считается одним из лучших музеев в Нидерландах. Открытие в 1994 году стало настоящим событием в мире искусства. Проект разрабатывался архитекторами Филиппом Старком, Алессандро Мендини (ит.) и фирмой «Coop Himmelb(l)au». Музей построен на канале напротив железнодорожной станции, и состоит из трех павильонов: один (круглый), спроектированный Старком, один (желтая башня) — по проекту Мендини и один (деконструктивистская часть) построен фирмой «Coop Himmelb(l)au». Музей соединяется со станцией мостом, через который проходит велосипедный и пешеходный маршрут в центр города. Футуристичный и красочный внешний вид здания связан с итальянским стилем «Memphis» (англ.).